# Jochem van der Hoeven
Jochem van der Hoeven (Rotterdam, 5 ottobre 1975) è un ex calciatore olandese, di ruolo difensore.